# Czarnoksiężnik z Angmaru
Czarnoksiężnik z Angmaru, zwany też Wodzem Nazgûli (oryg. Witch-king of Angmar) – postać fikcyjna ze stworzonej przez J.R.R. Tolkiena mitologii Śródziemia.
Był to upiór, dawniej jeden z królów ludzi, przemieniony w widmowego sługę Saurona przez Pierścień Władzy, tak jak reszta Nazgûli, którym przewodził.
Pojawia się we wszystkich częściach Władcy Pierścieni. Wiele informacji na jego temat znajduje się w Dodatkach do trzeciego tomu powieści oraz w Niedokończonych opowieściach.

## Życiorys
Wódz Nazgûli był najpotężniejszym z Upiorów Pierścienia, najważniejszym sługą Saurona oraz dowódcą jego armii. Zginął podczas Wojny o Pierścień 15 marca 3019 roku Trzeciej Ery.

### Druga Era
W Drugiej Erze był człowiekiem (być może Dúnadanem), magiem i królem bliżej nieznanego państwa. Sauron ofiarował mu jeden z Dziewięciu Pierścieni Władzy, który, choć początkowo dał mu wielką moc, ostatecznie go zniewolił i doprowadził do przemiany w upiora. W tej postaci po raz pierwszy pojawił się w Śródziemiu około 2251 roku Drugiej Ery. Już wtedy przewodził pozostałym Nazgûlom. Nie ma dokładnych informacji o jego losach i działalności przez resztę Drugiej Ery.

### Angmar
Po klęsce Saurona w wojnie z Ostatnim Sojuszem (3441 rok Drugiej Ery) Wódz uciekł, tak jak reszta Upiorów Pierścienia, na wschód, gdzie się ukrył. Powrócił około 1300 roku Trzeciej Ery i udał się na północ Śródziemia, gdzie założył królestwo Angmar. Władał nim jako Czarnoksiężnik z Angmaru (oryg. Witch-king of Angmar). Jego celem było zniszczenie państw skłóconych Dúnedainów z podzielonego Arnoru.
Ostatecznie dokonał tego po ponad 600 latach konfliktu, gdy w 1974 roku podbił Arthedain. Jednak już rok później został pokonany w bitwie pod Fornostem przez Armię Zachodu Eärnura z Gondoru i Círdana i musiał uciekać z północy.
Wówczas to, na polu bitwy, elf Glorfindel, wygłosił przepowiednię dotyczącą przyszłości Czarnoksiężnika i jego śmierci:

Nigdy już nie wróci do tej krainy. Zguba dosięgnie go daleko stąd, nieprędko i nie z ręki męża.

### Mordor
Zebrawszy na nowo resztę Nazgûli, Czarnoksiężnik przybył potajemnie do Mordoru (1980 rok), by przygotować krainę na powrót Saurona. W 2000 roku poprowadził atak na Minas Ithil, które padło dwa lata później. Osiadł w tej warowni, zwanej odtąd Minas Morgul. W 2043 roku rzucił wyzwanie znienawidzonemu przez siebie Eärnurowi, który został wtedy królem Gondoru. Siedem lat później ponowił wyzwanie, a gdy monarcha je przyjął i przybył do Minas Morgul, Wódz zdradziecko pojmał go i zabił. Przez następne lata prawdopodobnie nie opuszczał swojej siedziby.

### Wojna o Pierścień

#### Poszukiwania Pierścienia
Uczynił to dopiero na początku Wojny o Pierścień. Dnia 20 czerwca 3018 roku zaatakował Osgiliath i zdobył jego wschodnią część. Wraz z resztą upiorów przeprawił się przez most na Anduinie, nim zburzyli go Gondorczycy. Nazgûle ruszyły następnie na poszukiwanie Jedynego Pierścienia. Jako Czarni Jeźdźcy przemierzyli Rohan, zapuścili się do Doliny Anduiny, gdzie szukali siedzib hobbitów, by w końcu skierować się do Eriadoru.

#### Shire i pościg za Frodem
W okolicach kraju hobbitów pojawili się we wrześniu. Gdy podwładni Wodza penetrowali Shire i Bree, on sam pozostawał w obozie w Andrath. Do pościgu włączył się, kiedy Frodo Baggins, wraz z towarzyszami i Obieżyświatem, opuścił Bree. Dnia 3 października, wraz z innymi upiorami, zaatakował czarodzieja Gandalfa Szarego na Wichrowym Czubie i zmusił go do opuszczenia tego wzgórza. Dzięki temu trzy dni później mógł, w tym samym miejscu, napaść na obozowisko Obieżyświata i hobbitów. Zranił wówczas nożem Morgulu Froda. Prawie udało mu się zdobyć Pierścień przy brodzie na Bruinen (20 października), lecz poniósł klęskę – wody rzeki posłuszne woli Elronda, pochłonęły jego oraz resztę Nazgûli. Pozbawiony cielesnej powłoki musiał uciekać do Mordoru. Zapewne w ciągu następnych miesięcy zajmował się tam przygotowaniami do wojny.

#### Atak na Gondor i śmierć
10 marca 3019 roku wyruszył z Minas Morgul na czele wielkiej armii. Wtedy to omal nie wykrył Froda, wędrującego, wraz z Samem i Gollumem, ku przełęczy Cirith Ungol. Następnie, w trakcie zaciekłych walk, Czarnoksiężnik zdobył Osgiliath i sforsował mury Rammas Echor (12–14 marca). Kierował potem oblężeniem Minas Tirith (14–15 marca). Gdy taran Grond rozbił Wielką Bramę miasta, Wódz wjechał do stolicy Gondoru i tylko Gandalf Biały odważył się stawić mu czoło. Jednak właśnie w tym momencie nadciągnęła odsiecz Rohirrimów.
W bitwie na polach Pelennoru Wódz Nazgûli na latającym wierzchowcu zaatakował i śmiertelnie ranił króla Théodena, lecz sam zginął w walce z Éowiną i Merriadokiem Brandybuckiem. W ten sposób spełniła się przepowiednia Glorfindela, bowiem Czarnoksiężnik został zabity wspólnie przez kobietę oraz hobbita.

## Wygląd
Wódz Nazgûli w świecie upiorów miał długie, połyskliwe włosy, nosił biało-szare szaty i koronę na hełmie. Od jego postaci biło blade światło. Był wyższy od innych Nazgûli. W świecie widzialnym, tak jak podwładni, nosił długi czarny płaszcz z kapturem. Podczas bitwy na polach Pelennoru zrzucił kaptur – w miejscu głowy widać było tylko stalową, królewską koronę i oczy świecące czerwonym blaskiem. Jeździł na karym koniu lub skrzydlatej bestii. Jako broni używał miecza, noża Morgulu bądź maczugi.

## Czarnoksięska moc
Wódz Nazgûli jako najpotężniejszy z Upiorów Pierścienia, wzbudzał największy strach w otoczeniu. Był najbardziej wyczulony na obecność Jedynego Pierścienia. W przeciwieństwie do reszty Upiorów zupełnie nie bał się wody, a poruszanie się w słońcu nie sprawiało mu trudności. Zranić go mogła tylko broń opatrzona specjalnymi zaklęciami, każdy inny oręż rozpadał się w zetknięciu z nim i taki los spotkał miecze Éowiny oraz Meriadoka.
Wódz Nazgûli posiadał wielką magiczną moc. Zesłał na Kurhany złe duchy zwane Upiorami Kurhanów (około 1637 roku) i być może był w stanie wpływać na pogodę, przez co doprowadził do zatonięcia statku króla Arvedui i jego śmierci (1975 rok). Jego moc znacznie wzrosła podczas oblężenia Minas Tirith:

Tam otrzymawszy od Saurona dowództwo, nabiera dodatkowej demonicznej siły.

Dzięki jego zaklęciu taran Grond mógł zniszczyć Wielką Bramę Minas Tirith.

## Imiona
Imię jakie Wódz nosił będąc człowiekiem nie jest znane. Jako upiór określany był różnymi mianami:

Czarnoksiężnik, Wódz Upiorów Pierścienia, Czarny Wódz, król Morgulu, Król Upiorów Pierścienia, władca Morgulu, Wódz Rozpaczy, Najwyższy Nazgûl, Wódz Upiorów, Wódz Dziewięciu Jeźdźców, Król Upiorów, Wódz Upiornych Jeźdźców, Pierwszy, wódz sępów, odmieniec, blady król, Czarny Cień, straszliwy król, widmowy król, Czarny Jeździec.

## Historia kreacji postaci przez Tolkiena
W najwcześniejszych wersjach Władcy Pierścieni, Tolkien nazywał go „the Wizard King” (dosł. Czarodziej Król) lub „the Sorcerer King”. Miał być wg. słów Gandalfa największym z ludzkich czarodziejów, lecz brakowało informacji o tym, czego był królem. W późniejszych wersjach pojawiają się wzmianki, o tym że był królem w dawnych czasach i jego numenoryjskim pochodzeniu, które w ostatecznej wersji nie jest potwierdzone. W trzeciej wersji rozdziału „Siege of Gondor”, zostaje wspomniane, że rządził Angmarem. Jeszcze później z jego pseudonimu znika „Wizard” a pojawia się „Witch”, być może by odróżnić go od Gandalfa i innych Istarich.
Tolkien opisał dokładniej przeszłość Czarnoksiężnika dopiero pod koniec prac nad Władcą, gdy pisał Dodatki. Wtedy opisał dzieje państwa Angmar i jego wojny z państwami powstałymi po rozpadzie Arnoru, z uwzględnieniem porażki Wodza w 1975 roku Trzeciej Ery, która położyła kres temu państwu.

## Analiza postaci
Megan N. Fontenot w artykule poświęconym Czarnoksiężnikowi z Angmaru uznaje, że nie boi się on nikogo, jest okrutny i „cuchnie śmiercią”. Twierdzi, że Wódz stał się Upiorem Pierścienia, gdyż żądza władzy przeważyła w nim nad rozsądkiem, lecz zwraca przy tym uwagę, na to, jak mało wiadomo o pochodzeniu Upiorów. Sądzi, że – jak inni antagoniści utworów Tolkiena – nie był on od początku zły, lecz stoczył się, nie chcąc utracić kontroli.

## Ekranizacja Petera Jacksona
Postać Wodza Nazgûli występuje w ekranizacji Władca Pierścieni w reżyserii Petera Jacksona. W jego rolę wcieliło się wielu aktorów, w tym Ben Price, Lawrence Makoare i Brent McIntyre, zaś głosu użyczył mu Andy Serkis. Pojawia się on w filmach Drużyna Pierścienia oraz Powrót króla. Losy filmowej postaci w zasadzie są zgodne z literackim pierwowzorem – różnią się jedynie szczegółami.

### Wersja kinowa
W Drużynie Pierścienia Wódz, tak jak pozostałe Upiory, pojawia się jako Czarny Jeździec. Pod postacią ducha widać go w scenie ataku na Froda na Wichrowym Czubie. Tylko przy brodzie Bruinen Wódz wypowiada jedyną swoją kwestię w filmie, skierowaną konkretnie do Arweny: Give up the halfling, She-Elf (Porzuć niziołka, elfko).
W Powrocie króla Wódz pojawia się w kolejnych scenach związanych z atakiem na Minas Tirith. Dosiadając skrzydlatej bestii, wyprowadza z Minas Morgul swoją armię. Po zdobyciu Osgiliath instruuje Gothmoga jak ma poprowadzić atak na stolicę Gondoru. W trakcie szturmu miasta, podobnie jak pozostałe Nazgûle, atakuje gondorskich żołnierzy na murach. Podczas bitwy na polach Pelennoru, tak jak w powieści, zabija Théodena, lecz zaraz potem znajduje śmierć w walce z Éowiną i Meriadokiem. Scena tego pojedynku jest dłuższa niż w powieści, a Wódz używa podczas niej nie maczugi, lecz miecza i kiścienia.

### Wersja rozszerzona
W wersji rozszerzonej Powrotu króla, wydanej na DVD, dodano scenę spotkania Czarnoksiężnika z Gandalfem w Minas Tirith. Odbiega ona dość mocno od opisu w powieści, w której nie dochodzi między nimi do walki, bowiem Wódz na pierwszy dźwięk rohańskich rogów opuszcza bramę Minas Tirith. Filmowe starcie ma miejsce na jednym z wyższych poziomów miasta. Gandalf jedzie z Pippinem na Cienistogrzywym, chcąc powstrzymać Denethora przed popełnieniem samobójstwa i zabiciem Faramira. W pewnym momencie drogę zastępuje mu Wódz Nazgûli na skrzydlatej bestii. Miecz Upiora bucha płomieniem i udaje mu się zniszczyć różdżkę czarodzieja oraz zrzucić go z konia. W tej chwili pewnego zwycięstwa nagle rozlega się dźwięk rohańskich rogów – Czarnoksiężnik porzuca miejsce walki i odlatuje.